# Opius dureseaui
Opius dureseaui är en stekelart som beskrevs av Fischer 1975. Opius dureseaui ingår i släktet Opius och familjen bracksteklar. Inga underarter finns listade i Catalogue of Life.